# کنسرتو پیانو شماره ۴ (راخمانینف)

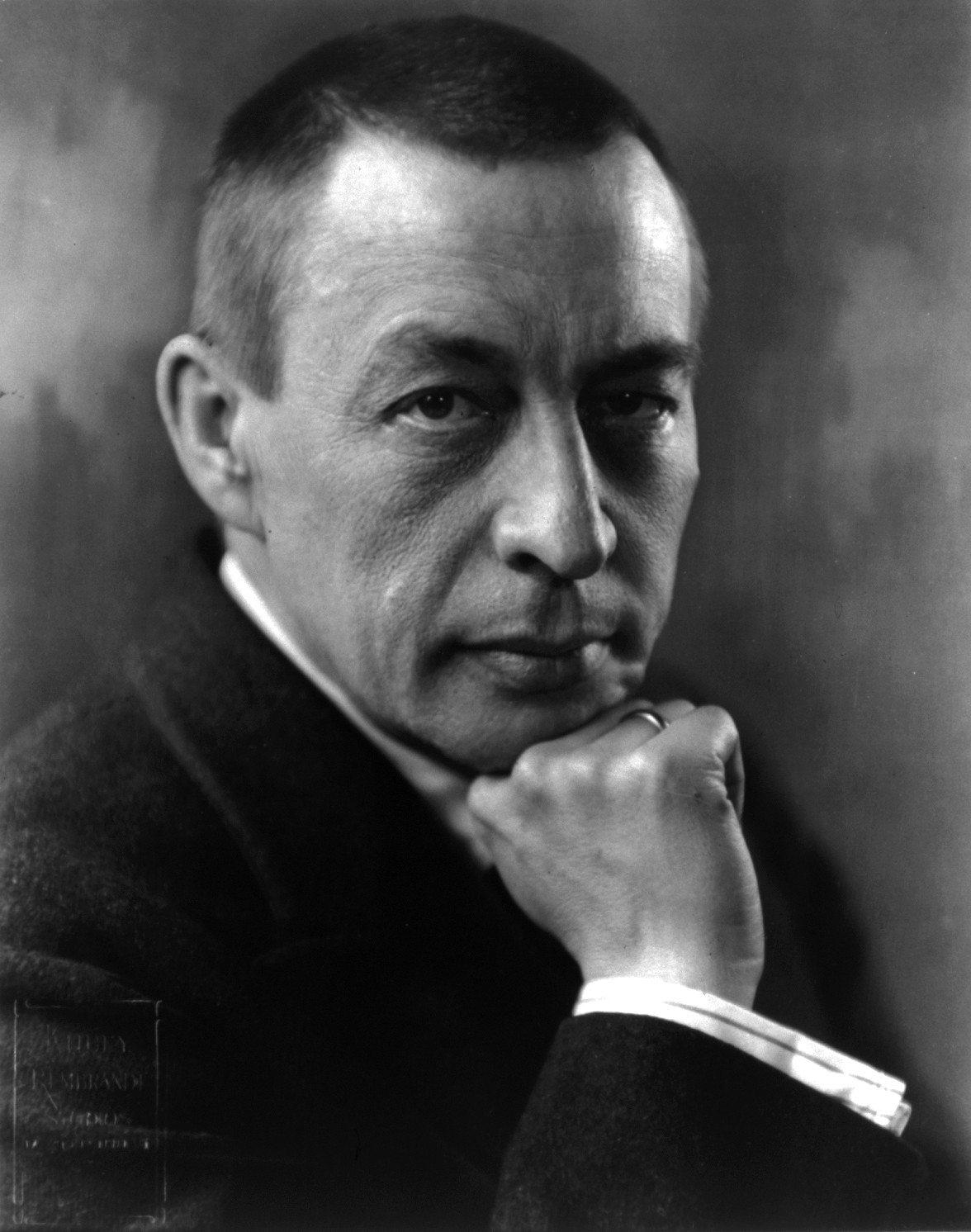
سرگئی راخمانینف

کنسرتو پیانو شماره ۴ (انگلیسی: Piano Concerto No. 4) چهارمین کنسرتو پیانو در گام «سل مینور» (اپوس ۴۰) از آهنگساز و پیانیست مشهور، سرگئی راخمانینف می‌باشد که در سال ۱۹۲۶ تصنیف و تکمیل گردید. این کنسرتو در حقیقت ۳ نسخه دارد. نسخهٔ نخست آن نسخه‌ای ناموفق بود. در نسخهٔ دوم، راخمانینف قبل از انتشار آن به سال ۱۹۲۸ اصلاحات دیگری در آن انجام داد اما پس از عدم کسب بازخورد مثبت به ناچار این اثر را به کناری نهاد و در نهایت، سومین نسخه با بازنگری مجدد و انتشار آن در سال ۱۹۴۱، سرانجام به نتیجهٔ مطلوب دست یافت و همین نسخهٔ سوم می‌باشد که امروزه به عنوان «کنسرتو پیانو شمارهٔ ۴» راخمانینف اجرا می‌گردد.

## بازخوردهای اولیه
واکنش‌های انتقادی نسبت به اولین اجرای این قطعه به تعبیری، بسیار هراسناک و یادآور واکنش‌های انتقادی دوران اجرای سمفونی شماره ۱ برای مصنف در سال ۱۸۹۷ بود. راخمانینف از عدم موفقیت چهارمین کنسرتو چه در ارائهٔ اولیه و سپس نسخه‌های بعدی آن کاملاً دلسرد شده بود. پس از اولین اجرا، او برش‌ها و اصلاحاتی بر روی قطعه انجام داد. موومان نخست را از ۳۶۷ به ۳۴۶ میزان کاهش داد و سپس، قطعهٔ فیناله را نیز از ۵۶۷ میزان به ۴۷۶ میزان تقلیل داد. راخمانینف به اینها اکتفا نکرد و بخش لارگو (تندای در حال تسریع) مرکزی را نیز به‌طور کلی حذف کرد و در مجموع، کنسرتوی پیانو شماره ۴ توسط مصنفش از ۱۰۱۶ میزان به ۹۰۲ میزان رسید. در سال ۲۰۰۰ میلادی بیسی اند هوک ناشر مجاز و رسمی آثار راخمانینف با کمک متخصص هنری لزلی هاورد نسخهٔ دست‌نویس و ویرایش نشدهٔ اولیه و ناموفق سال ۱۹۲۶ این کنسرت را منتشر کردند.